# Лавренко Олександр Миколайович
Олекса́ндр Микола́йович Лавре́нко (9 березня 1983, Лозова, Харківська область, Українська РСР — 21 липня 2014, Піски, Ясинуватський район, Донецька область, Україна) — капітан Збройних сил України, командир танкової роти, 93-тя окрема механізована бригада, учасник війни на Сході України. Герой України.

## Короткий життєпис
Народився у місті Лозова, Харківської області. Закінчив 11 класів ЛЗОШ № 7, 2005 року — Харківський інститут танкових військ.

## Обставини загибелі
21 липня 2014 року в боях за Піски екіпаж танка, яким командував капітан 93-ї окремої механізованої бригади Олександр Лавренко, у складі танкової роти за підтримки механізованого взводу вів бій з метою захопити і знищити опорний пункт терористів. За бойовим наказом екіпаж танка Лавренка — до складу входили військовослужбовці за призовом навідник молодший сержант Олександр Вохромеєв та механік-водій солдат Андрій Кулягін — в голові колони вийшов на блокпост терористів. На блокпосту танкісти потрапили в засідку, зав'язався бій. Терористи на блокпосту розмістили два танки та кулеметні розрахунки, позаду розташовані мінометна батарея та снайперські позиції.
Прямим пострілом з танка Лавренка вражено один з танків терористів, наступними пострілами знищені кулеметні розрахунки та 2 автобуси терористів. Терористи почали мінометний обстріл, екіпаж БМП-2, що рухалася в колоні за танком, здійснює евакуацію поранених військовиків. Танкісти захопили блокпост і прикривали дії механізованого підрозділу й евакуаційної групи вогнем танкової гармати і кулемета.
Терористи почали контратакувати, танк капітана Лавренка першим рушив на ймовірний рубіж атаки, знищив 2 мінометні обслуги терористів та значно відірвався від основних сил.
При маневруванні задля ухилення від вогню противника, бойова машина потрапила на фугас, Вохромєєв та Кулягін загинули. Капітан Лавренко, важкопоранений, не здався ворогу та не допустив захоплення танка, підірвавши себе. Завдяки діям екіпажа вдалося не допустити контратаки підрозділу терористів «Кальміус» — це надало змогу підрозділам групи 93-ї бригади закріпитись та виконати бойове завдання.
Похований в Лозовій.

## Нагороди
- Звання Герой України з удостоєнням ордена «Золота Зірка» (9 вересня 2016, посмертно) — за виняткову мужність, героїзм і самопожертву, виявлені у захисті державного суверенітету та територіальної цілісності України, вірність військовій присязі[1][2][3]
- Орден Богдана Хмельницького III ст. (4 червня 2015, посмертно) — за особисту мужність і високий професіоналізм, виявлені у захисті державного суверенітету та територіальної цілісності України, вірність військовій присязі[4]
- Орден «Народний Герой України» (2015, посмертно)

## Вшанування пам'яті
6 грудня 2016 року на фасаді сьомої школи у місті Лозова відкрито меморіальну дошку.
29 серпня 2020 року на території Інституту танкових військ у місті Харкові встановлено погруддя.
У 2021 році, до 30-річчя відновлення Незалежності України, зображений серед тридцяти осіб на картині художника Артура Орльонова «Становлення нації».
29 червня 2024 року на Олександра Лавренка перейменовано колишню вулицю Кашуби в Холодногірському районі Харкова.